# Johs. Bergh
För andra betydelser, se Johannes Bergh.
Johs. Bergh, egentligen Johannes Bergh, född 3 oktober 1932 i Oslo, död 24 maj 2001 var en norsk jazzhistoriker, musikproducent och journalist.

## Biografi
Bergh var chef för Norges äldsta jazzklubb, Oslo Jazz Circle samt ledamot av Norska Jazzförbundet 1961–1963. Han var även mångårig redaktör och reporter vid tidskriften Jazznytt. Bergh grundade Norskt Jazzarkiv 1981, och var dess chef fram till 1991.
Från 1976 till 1996 var Bergh programsekreterare vid NRK. Han förärades Statsstipendiat 1996.
Bergh var gift med jazzsångerskan Karin Krog från 1957 till sin död, tillsammans hade paret två barn. Han var son till höiesterettsadvokat Johannes Bergh (1900–1956) och Theodora Marie Frølich (1909–1957), samt bror till jazzmusikern Totti Bergh (1935–2012). Därmed var sångerskan Laila Dalseth hans svägerska.

## Utmärkelser
- 1969 – Molderosen
- 1996 – Statsstipendiat no